# Supercopa Paraguay 2023
La Supercopa Paraguay 2023 fue la tercera edición de este certamen, que enfrentaba al campeón de la Copa Paraguay 2023 y al campeón de la Primera División con mayor puntaje acumulado en la tabla. En la fecha 17 con el empate del clásico de Cerro Porteño y Olimpia por el Torneo Clausura Paraguay 2023, se confirmó que el Club Libertad será el representante del mejor puntaje acumulado campeón de la competencia.
Debido a que Libertad se coronó también en la Copa Paraguay 2023 y también en los torneos Apertura  y Clausura 2023, esta edición le fue otorgada directamente al Club Libertad, quien se consagra por primera vez en la historia del certamen.

## Equipo calificado
| Club Libertad | Campeón de la Copa Paraguay 2023 y de la Primera División de Paraguay 2023, con mayor puntaje en la tabla acumulada |